# Feldscher-Aktion
Als Feldscher-Aktion oder Feldscher-Angelegenheit bezeichnete man im internen Sprachgebrauch des Auswärtigen Amtes (AA) in der Zeit des Nationalsozialismus eine Reihe von diplomatischen Versuchen verschiedener Staaten, 1943 und 1944 bei der deutschen Regierung die Ausreiseerlaubnis für eine begrenzte Zahl von Juden aus dem deutschen Herrschaftsbereich zu erwirken. Den wichtigsten dieser diplomatischen Vorstöße unternahm der Schweizer Gesandte in Berlin, Peter Anton Feldscher, der im Auftrag der britischen Regierung – deren Schutzmachtinteressen während des Krieges gegenüber der deutschen Regierung die Schweiz wahrnahm – versuchte, die Ausreise von 5.000 jüdischen Menschen, ganz überwiegend Kindern, aus dem Machtbereich des Deutschen Reiches zu ermöglichen.

## Ablauf der Aktion
Die Auswanderung von 7.000 jüdischen Kindern nach Palästina, die der rumänische Regierungschef Marschall Ion Antonescu in Aussicht gestellt und diese Absicht im April 1943 dem deutschen Gesandten in Bukarest Manfred von Killinger zur Kenntnis gebracht hatte, scheiterte an der Hinhaltetaktik der Abteilung Inland II des Auswärtigen Amtes und dem Widerspruch des Reichssicherheitshauptamtes (RSHA). Dessen Judenreferent Adolf Eichmann erklärte, die Auswanderung jüdischer Kinder sei grundsätzlich abzulehnen. Allenfalls könne die Auswanderung von 5.000 Judenkindern aus den besetzten Ostgebieten erlaubt werden, wenn es im Gegenzug gelinge, die vierfache Zahl an im Ausland internierten fortpflanzungsfähigen Deutschen nach Deutschland zurückzuführen. Die entsprechenden Verhandlungen müssten allerdings schnell zu einem Ende gebracht werden, da in naher Zukunft, so Eichmann, „infolge unserer Judenmaßnahmen“ die Auswanderung der Kinder „technisch sich nicht mehr bewerkstelligen lasse“.
Nun trat der Schweizer Gesandte Peter Anton Feldscher im Mai 1943 an das Auswärtige Amt mit der Bitte der britischen Regierung heran, Deutschland möge der Auswanderung von 5.000 Juden, darunter zu 85 Prozent Kinder und zu 15 Prozent Erwachsene, aus Polen, Litauen und Lettland nach Palästina zustimmen. Zudem stellte er die Frage, ob nicht auch nach Auffassung der deutschen Regierung die Auswanderung jüdischer Kinder aus Deutschland selbst und den besetzten Gebieten der Niederlande, Belgien, Griechenland und Serbien möglich sei. Im Auswärtigen Amt kam umgehend ein Prozess zur Antwortfindung auf diese Anfrage Feldschers in Gang, an dem verschiedene Abteilungen beteiligt waren und der das Ziel verfolgte, die unerwünschte Ausreise der jüdischen Kinder gegebenenfalls propagandistisch geschickt zurückweisen zu können. So legte die Referatsgruppe Inland II am 25. Juni 1943 den anderen Abteilungen des AA eine vom Judenreferenten Eberhard von Thadden erarbeitete und dessen Chef Horst Wagner unterschriebene Denkschrift zur Stellungnahme vor, welche für Großbritannien unannehmbare Bedingungen enthielt:

„England solle sich bereit erklären, die Juden nach England anstatt nach Palästina einreisen zu lassen, und solle diese Bereitschaft durch einen entsprechenden Beschluss des Unterhauses beweisen; es sei zu erwarten, dass die Engländer diese Forderungen nicht erfüllen würden, und dann würde die Verantwortung auf ihnen lasten; sollte aber England unerwarteterweise zustimmen, dann werde sich dieser Vorgang propagandistisch auswerten lassen und Deutschland Gelegenheit geben, den Austausch von Juden gegen internierte Deutsche vorzuschlagen.“

Alle Stellungnahmen zum vorgeschlagenen propagandistischen Prozedere fielen positiv aus. Im Einzelnen stimmten zu: Gerhard Rühle, Leiter der rundfunkpolitischen Abteilung, Paul-Otto Schmidt, Leiter des Ministerbüros, dessen Namensvetter Paul Karl Schmidt, Leiter der Presseabteilung, sowie Karl Megerle, ein weiterer Propagandaspezialist des Amtes. Der Historiker Sebastian Weitkamp konstatierte, dass für das Auswärtige Amt „die Feldscher-Demarche sehr schnell zum reinen Propagandaunternehmen geworden war“. Da das Thema immer größer werdende internationale Aufmerksamkeit auf sich zog, so dass das Internationale Rote Kreuz erklärte, es wolle über 3.000 jüdische Kinder aus Frankreich und Belgien in den Nahen Osten bringen, entschied sich Außenminister Joachim von Ribbentrop für „eine hartnäckige Verzögerungstaktik […], die praktisch einer glatten Obstruktion gleich kam“, so dass keine Antwortnote abging.
Erst im Januar 1944 wurde eine von Staatssekretär Gustav Adolf Steengracht von Moyland, der zuvor die von Ribbentrop angeforderte Überarbeitung der Stellungnahme zu Feldschers Anfrage immer wieder verzögert hatte, modifizierte Vorlage von Ribbentrop unterzeichnet und dem Gesandten Feldscher überreicht. Die britische Antwort, die Feldscher am 8. März 1944 dem Auswärtigen Amt überbrachte, erklärte die Bereitschaft, die jüdischen Kinder in England aufzunehmen, lehnte aber das deutsche Ansinnen ab, deutsche Internierte zurückzuführen, „da deutsche Staatsangehörige nur gegen Angehörige des britischen Reiches ausgetauscht werden könnten“. Umgehend empfahl das Referat Inland II Ribbentrop, diese britische Antwort als Ablehnung des deutschen Vorschlags eines Austausches von jüdischen Kindern gegen deutsche Internierte anzusehen, die Verhandlungen aber nicht förmlich abzubrechen, sondern „stillschweigend ruhen [zu] lassen“. Der Minister selbst zeigte sich im April 1944 in der Frage der Ausreise von 1.500 Juden von Rumänien nach Palästina schwankend und widerrief seine zunächst gegebene Zustimmung wenige Stunden später. Nachfragen Feldschers zur Ausreise der 5.000 jüdischen Kinder wurden nicht beantwortet, und im Juli 1944 erklärte das Auswärtige Amt die „Weiterverfolgung der Feldscher-Angelegenheit“ in einem von Ribbentrop gebilligten internen Memorandum „für unzweckmäßig“. Im Konsens mit dem Reichssicherheitshauptamt war es dem Referat Inland II des Auswärtigen Amtes im Zusammenwirken mit dessen anderen für Propagandazwecke zuständigen Abteilungen gelungen, die Ausreise der Kinder zu verhindern. Damit waren sowohl die von Feldscher übermittelten britischen Interventionen zur Rettung von 5.000 jüdischen Kindern als auch ähnliche Anfragen anderer Staaten obsolet geworden.

## Strafrechtliche Verfolgung nach 1945
Im Wilhelmstraßen-Prozess wurde „Staatssekretär Steengracht 1949 für schuldig erklärt, die Feldscher-Angelegenheit wissentlich verschleppt zu haben“. Das Urteil führt aus:

„Wir haben es hier mit einem der seltenen Fälle zu tun, in denen Ribbentrop sich in seiner Eigenschaft als Außenminister an sein Außenamt um Rat gewandt hat; das Auswärtige Amt und sein Staatssekretär hatten hier endlich einmal Gelegenheit, zum Guten und nicht zum Bösen zu raten; hier hätte darauf hingewiesen werden können, dass es zur Verbesserung der außenpolitischen Beziehungen Deutschlands und zur Wiederherstellung seines Ansehens in der Welt beitragen würde, wenn man duldete, dass wenigstens Kinder vor der Vernichtung bewahrt würden. Doch alle vom Außenamt unternommenen Schritte, alle seine Ratschläge hatten das Ziel, die Bemühungen angesehener neutraler und feindlicher Mächte zunichte zu machen, […] ihr Angebot [sollte] in nationalsozialistische Propaganda verdreht werden. Steengracht hat an diesen Handlungen teilgenommen. Er ist daher im Sinne des Punktes V der Anklageschrift schuldig.“

Verschiedene staatsanwaltschaftliche Ermittlungsverfahren gegen andere Mitarbeiter des Auswärtigen Amtes wegen der Zustimmung zu Maßnahmen der Judenvernichtung und der propagandistischen Ablehnung der Feldscher-Aktion verliefen in den 1960er Jahren im Sande. Dies trifft nicht nur auf die Verfahren gegen Horst Wagner und Eberhard von Thadden vom Referat Inland II zu, sondern auch auf die wegen ihrer Unterstützung der propagandistischen Vorschläge des Referats Inland II eingeleiteten Ermittlungen gegen die Abteilungsleiter und Gesandten I. Klasse im Auswärtigen Amt, Paul Karl Schmidt (Presse), Paul-Otto Schmidt (Ministerbüro) sowie gegen den Propagandaexperten Ribbentrops, Karl Megerle.

## Historische Bewertung
Die beiden Historiker Eberhard Kolb und Sebastian Weitkamp, die das Thema „Feldscher-Aktion“ am intensivsten aufgearbeitet haben, halten den oben zitierten Urteilstext im Wilhelmstraßen-Prozess gegen Staatssekretär Steengracht für in der Sache zutreffend. Nach Kolb zeigt der Verlauf der Feldscher-Aktion „in bestürzender Weise, mit welcher Methode und mit welcher Geisteshaltung die führenden Beamten des AA in dieser wichtigen Angelegenheit tätig geworden sind“. Da „sogar Ribbentrop“, so Sebastian Weitkamp in seiner Dissertation zu Horst Wagner und Eberhard von Thadden, „wenn auch nur für Stunden seine Zustimmung für eine begrenzte Ausreise gegeben“ habe, sei von den Beratern des Ministers die humane Chance zunichtegemacht worden, sich „mit Verweis auf eine günstige außenpolitische Reaktion im Ausland […] für eine Ausreise oder einen Austausch ein[zu]setzen“.
Die Unabhängige Historikerkommission – Auswärtiges Amt erwähnte die Feldscher-Aktion in ihrer Untersuchung über „Deutsche Diplomaten im Dritten Reich und in der Bundesrepublik“ lediglich einmal im Zusammenhang mit Paul Karl Schmidt, der nach dem Krieg unter seinem Pseudonym Paul Carell als Bestsellerautor zum Unternehmen Barbarossa bekannt wurde, und fasste damit die übliche Bewertung der Vorgänge zusammen:

„In der ‚Feldscher-Affaire‘ beteiligte er [Schmidt] sich an einem Geschacher der Reichsregierung um das Leben von 5000 jüdischen Kindern, für deren Ausreisegenehmigung sich der Schweizer Gesandte P. A. Feldscher am 12. Mai 1943 im Auftrag der britischen Regierung in Berlin stark gemacht hatte.“